# Beijing Guoan Zuqiu Julebu 2024
Questa voce raccoglie le informazioni riguardanti lo Beijing Guoan nelle competizioni ufficiali della stagione 2024.

## Maglie e sponsor
Lo sponsor tecnico per la stagione 2024 si riconferma la Nike.

## Rosa
| N. |                       | Ruolo | Calciatore     |
| -- | --------------------- | ----- | -------------- |
| 1  | Cina (bandiera)       | P     | Han Jiaqi      |
| 2  | Mali (bandiera)       | D     | Mamadou Traoré |
| 3  | Cina (bandiera)       | D     | He Yupeng      |
| 4  | Cina (bandiera)       | D     | Li Lei         |
| 5  | Camerun (bandiera)    | D     | Michael Ngadeu |
| 6  | Cina (bandiera)       | C     | Chi Zhongguo   |
| 8  | Portogallo (bandiera) | C     | Guga           |
| 9  | Cina (bandiera)       | A     | Zhang Yuning   |
| 10 | Cina (bandiera)       | C     | Zhang Xizhe    |
| 11 | Cina (bandiera)       | C     | Lin Liangming  |
| 16 | Cina (bandiera)       | D     | Feng Boxuan    |
| 17 | Cina (bandiera)       | A     | Yang Liyu      |
| 18 | Cina (bandiera)       | A     | Fang Hao       |
| 19 | Cina (bandiera)       | C     | Nebijan Muhmet |
| 20 | Cina (bandiera)       | A     | Wang Ziming    |

| N. |                    | Ruolo | Calciatore       |
| -- | ------------------ | ----- | ---------------- |
| 21 | Cina (bandiera)    | C     | Zhang Yuan       |
| 22 | Cina (bandiera)    | A     | Yu Dabao         |
| 23 | Cina (bandiera)    | C     | Li Ke            |
| 24 | Nigeria (bandiera) | C     | Samuel Adegbenro |
| 25 | Cina (bandiera)    | P     | Arturo Cheng     |
| 26 | Cina (bandiera)    | C     | Bai Yang         |
| 27 | Cina (bandiera)    | D     | Wang Gang        |
| 28 | Cina (bandiera)    | C     | Zhang Chengdong  |
| 29 | Angola (bandiera)  | A     | Fábio Abreu      |
| 30 | Cina (bandiera)    | D     | Fan Shuangjie    |
| 33 | Cina (bandiera)    | P     | Nureli Abbas     |
| 34 | Cina (bandiera)    | P     | Hou Sen          |
| 37 | Cina (bandiera)    | A     | Cao Yongjing     |
| 45 | Cina (bandiera)    | P     | Yao Boqing       |

## Statistiche

### Statistiche di squadra
| Competizione  | Punti | In casa | In casa | In casa | In casa | In casa | In casa | In trasferta | In trasferta | In trasferta | In trasferta | In trasferta | In trasferta | Totale | Totale | Totale | Totale | Totale | Totale | DR |
| Competizione  | Punti | G       | V       | N       | P       | Gf      | Gs      | G            | V            | N            | P            | Gf           | Gs           | G      | V      | N      | P      | Gf     | Gs     | DR |
| ------------- | ----- | ------- | ------- | ------- | ------- | ------- | ------- | ------------ | ------------ | ------------ | ------------ | ------------ | ------------ | ------ | ------ | ------ | ------ | ------ | ------ | -- |
| Super League  | 0     | 0       | 0       | 0       | 0       | 0       | 0       | 0            | 0            | 0            | 0            | 0            | 0            | 0      | 0      | 0      | 0      | 0      | 0      | 0  |
| Coppa di Cina | -     | 0       | 0       | 0       | 0       | 0       | 0       | 0            | 0            | 0            | 0            | 0            | 0            | 0      | 0      | 0      | 0      | 0      | 0      | 0  |
| Totale        | 0     | 0       | 0       | 0       | 0       | 0       | 0       | 0            | 0            | 0            | 0            | 0            | 0            | 0      | 0      | 0      | 0      | 0      | 0      | 0  |

### Statistiche dei giocatori
Sono in corsivo i calciatori che hanno lasciato la società a stagione in corso.
| Giocatore        | Super League | Super League | Super League | Super League | Coppa di Cina | Coppa di Cina | Coppa di Cina | Coppa di Cina | Totale   | Totale | Totale      | Totale     |
| Giocatore        | Presenze     | Reti         | Ammonizioni  | Espulsioni   | Presenze      | Reti          | Ammonizioni   | Espulsioni    | Presenze | Reti   | Ammonizioni | Espulsioni |
| ---------------- | ------------ | ------------ | ------------ | ------------ | ------------- | ------------- | ------------- | ------------- | -------- | ------ | ----------- | ---------- |
| Fábio Abreu      | 27           | 14           | 4            | 0            | 3             | 1             | 1             | 0             | 30       | 15     | 5           | 0          |
| Samuel Adegbenro | 15           | 3            | 1            | 0            | 3             | 0             | 0             | 0             | 18       | 3      | 1           | 0          |
| Bai Yang         | 11           | 0            | 0            | 0            | 1             | 0             | 0             | 0             | 12       | 0      | 0           | 0          |
| Cao Yongjing     | 15           | 8            | 1            | 0            | 2             | 0             | 2             | 0             | 17       | 8      | 3           | 0          |
| Chi Zhongguo     | 18           | 0            | 1            | 0            | 3             | 0             | 1             | 0             | 21       | 0      | 2           | 0          |
| Arturo Cheng     | 0            | 0            | 0            | 0            | 0             | 0             | 0             | 0             | 0        | 0      | 0           | 0          |
| Fan Shuangjie    | 1            | 0            | 0            | 0            | -             | -             | -             | -             | 1        | 0      | 0           | 0          |
| Fang Hao         | 21           | 3            | 4            | 0            | 2             | 0             | 0             | 0             | 23       | 3      | 4           | 0          |
| Feng Boxuan      | 16           | 0            | 1            | 0            | 2             | 0             | 0             | 0             | 18       | 0      | 1           | 0          |
| Guga             | 29           | 5            | 3            | 0            | 1             | 0             | 0             | 0             | 30       | 5      | 3           | 0          |
| Han Jiaqi        | 14           | -17          | 1            | 0            | 3             | -3            | 0             | 0             | 17       | -20    | 1           | 0          |
| He Yupeng        | 19           | 1            | 6            | 1            | 1             | 0             | 0             | 0             | 20       | 1      | 6           | 1          |
| Hou Sen          | 16           | -18          | 2            | 0            | -             | -             | -             | -             | 16       | -18    | 2           | 0          |
| Jiang Wenhao     | 3            | 0            | 0            | 0            | 0             | 0             | 0             | 0             | 3        | 0      | 0           | 0          |
| Li Lei           | 25           | 1            | 4            | 0            | 3             | 0             | 0             | 0             | 28       | 1      | 4           | 0          |
| Liang Shaowen    | 0            | 0            | 0            | 0            | -             | -             | -             | -             | 0        | 0      | 0           | 0          |
| Lin Liangming    | 26           | 9            | 2            | 0            | 3             | 1             | 0             | 0             | 29       | 10     | 2           | 0          |
| Nebijan Muhmet   | 4            | 0            | 0            | 0            | 0             | 0             | 0             | 0             | 4        | 0      | 0           | 0          |
| Michael Ngadeu   | 28           | 2            | 6            | 0            | 2             | 0             | 0             | 0             | 30       | 2      | 6           | 0          |
| Nureli Abbas     | 0            | 0            | 0            | 0            | 0             | 0             | 0             | 0             | 0        | 0      | 0           | 0          |
| Ruan Qilong      | 0            | 0            | 0            | 0            | 0             | 0             | 0             | 0             | 0        | 0      | 0           | 0          |
| Mamadou Traoré   | 25           | 0            | 3            | 1            | 2             | 0             | 0             | 0             | 27       | 0      | 3           | 1          |
| Wang Gang        | 18           | 0            | 3            | 0            | 2             | 0             | 1             | 0             | 20       | 0      | 4           | 0          |
| Wang Ziming      | 18           | 5            | 2            | 0            | 3             | 1             | 0             | 0             | 21       | 6      | 2           | 0          |
| Yang Liyu        | 22           | 3            | 4            | 0            | 1             | 1             | 0             | 0             | 23       | 4      | 4           | 0          |
| Nico Yennaris    | 23           | 1            | 6            | 1            | 1             | 0             | 0             | 0             | 24       | 1      | 6           | 1          |
| Yao Boqing       | 0            | 0            | 0            | 0            | -             | -             | -             | -             | 0        | 0      | 0           | 0          |
| Yu Dabao         | 14           | 2            | 3            | 1            | 2             | 1             | 0             | 0             | 16       | 3      | 3           | 1          |
| Zhang Chengdong  | 11           | 0            | 0            | 0            | 1             | 0             | 0             | 0             | 12       | 0      | 0           | 0          |
| Zhang Xizhe      | 19           | 1            | 0            | 0            | 2             | 1             | 0             | 0             | 21       | 2      | 0           | 0          |
| Zhang Yuan       | 20           | 0            | 3            | 1            | 2             | 0             | 0             | 0             | 22       | 0      | 3           | 1          |
| Zhang Yuning     | 17           | 5            | 0            | 1            | 2             | 1             | 0             | 0             | 19       | 6      | 0           | 1          |